# Paulo Duque
Paulo Hermínio Duque Costa (Rio de Janeiro, 2 de outubro de 1927
— Rio de Janeiro, 26 de fevereiro de 2020) foi um advogado e político brasileiro. Foi filiado ao Movimento Democrático Brasileiro (MDB) e segundo suplente do senador Sérgio Cabral, eleito para o mandato de 2003 a 2011. Com a renúncia de Cabral, e com a licença do primeiro suplente Regis Fichtner, assumiu a vaga de senador em janeiro de 2007.
Sua família morou na cidade mineira de Rio Preto até 1935. Seus pais já possuíam envolvimento com assuntos políticos, sua mãe foi uma das fundadoras e presidente do diretório regional do Partido Republicano (PR), funcionária da Câmara de Vereadores, escreveu artigos sobre  e participou ativamente da campanha O Petróleo é Nosso, na década de 1950, que defendia o monopólio estatal do petróleo. Já seu pai, foi um poeta do movimento simbolista, delegado de polícia em Rio Preto e advogado da Rede Mineira de Viação.
Em 1945, Paulo Duque ingressou na Força Aérea Brasileira (FAB), mas abandonou no ano seguinte. Em 1950, ingressou na Faculdade de Direito do Rio de Janeiro, atual Universidade Estadual do Rio de Janeiro (UERJ), concluindo o curso em 1954. Em 1961, indicado por Artur Bernardes Filho, tornou-se presidente da Companhia Nacional de Álcalis, nomeado por Jânio Quadros.
Foi deputado estadual durante oito mandatos, dois pelo Estado da Guanabara e seis pelo novo estado do Rio, surgido com a fusão, em 1975. Anteriormente ao processo de fusão entre os estados, Paulo Duque, em 1966, apresentou na Assembléia o projeto de fusão do Estado da Guanabara com o Estado do Rio de Janeiro; todavia, tal projeto não teve respaldo. Foi um dos representantes do chaguismo, corrente política dentro do antigo MDB comandada pelo ex-governador Chagas Freitas. Integrou a CPI que investigou a denúncia de afogamento de mendigos no Rio da Guarda durante o governo Carlos Lacerda. Chegou a ser candidato a vice-governador na chapa de Amaral Netto nas eleições de 1965, obtendo o 3.º lugar. Na Constituinte Estadual de 1989 atuou como relator.
Nas eleições de 2002 foi escolhido para ser segundo suplente do candidato Sérgio Cabral Filho ao Senado, que seria eleito. Em 2007, com a renúncia de Sérgio Cabral, que fora eleito governador do Rio de Janeiro, e a licença do primeiro suplente e novo titular Regis Fichtner Velasco para assumir uma das pastas do secretariado do Governo Cabral, Paulo Duque assumiu o mandato em 3 de janeiro de 2007 e ali permaneceu até 2010, com breves interrupções entre 1 a 5 de fevereiro de 2007 e de 4 de junho a 9 de junho de 2008.
Em 2009, em meio a denúncias contra o presidente do Senado, José Sarney, foi designado presidente do Conselho de Ética da casa. De forma controversa, rejeitou todas as representações contra Sarney e também contra o senador Arthur Virgílio Neto. Deixa o Senado com o retorno de Regis Fichtner Velasco em 14 de julho de 2010.

## Homenagens recebidas[1]
- Medalha Tiradentes,
- Benemérito do Rio de Janeiro,
- Colar Mérito Judiciário,
- Cidadão Honorário de vários municípios do estado do Rio de Janeiro.